# Ousseni Diop
Ousseni Diop (ur. 20 grudnia 1970) – burkiński piłkarz występujący na pozycji obrońcy.

## Kariera klubowa
W swojej karierze Diop występował między innymi w burkińskim zespole ASFA Yennenga. W 1995 roku zdobył z nim mistrzostwo Burkiny Faso i Puchar Burkiny Faso.

## Kariera reprezentacyjna
W reprezentacji Burkiny Faso Diop grał w latach 1992–1996. W 1996 roku został powołany do kadry na Puchar Narodów Afryki. Zagrał na nim w meczach ze Sierra Leone (1:2), Zambią (1:5) i Algierią (1:2), a Burkina Faso odpadło z turnieju po fazie grupowej.